# André Salvet
Pour les articles homonymes, voir Salvet.
André Salvet, né le 20 octobre 1918 à Rivesaltes et mort le 23 mai 2006 à Draguignan, est un parolier, écrivain, journaliste et poète français.

## Biographie
Il est le frère de l'éditeur Robert Salvet (ca), le père de Catherine Chatel (épouse de Philippe Chatel) et le créateur du Midem avec son ami Bernard Chevry. 
Il écrit les paroles d'un grand nombre de chansons, dont beaucoup d'adaptations françaises de chansons américaines ou autres. Il travaille pour de nombreux artistes, notamment Dalida, Sylvie Vartan, Sheila, Joe Dassin ("Le tricheur"), Jacques Dutronc, Yves Montand, Eddy Mitchell, Johnny Hallyday, Line Renaud, Charles Trenet, Mort Shuman, Édith Piaf.
En 1961, au cours de la préparation de leur premier album, les Chats sauvages découvrent, dans un des studios Pathé-Marconi de Boulogne-Billancourt où répètent Guy Lafitte et Martial Solal, une musique qui deviendra, avec des paroles d'André Salvet, Twist à Saint-Tropez, dixième et dernier titre de cet album d'octobre 1961. Cette chanson est devenue un morceau emblématique du groupe.
En 1962, il écrit avec Lucien Morisse, promoteur de Salut les copains, sur une musique composée deux ans plus tôt par Jacques Dutronc pour Les Fantômes, Le Temps de l'amour pour Françoise Hardy.
André Salvet s'associe avec Claude Carrère et ils écrivent pour Sheila en 1963 un grand nombre de chansons, dont le tube L'école est finie et Le Sifflet des copains. Ils écrivent aussi Ne lui dis rien (Don't Talk to Him), Sans amour (Lucky Lips), Shout Shout, Je ne peux pas t'oublier pour Dick Rivers, et Vic Laurens, entre autres.

## Livre
- Show Bizz et Chansons, Paroles en l'air.